# Rufí (comandant de cavalleria)
Rufí (en llatí: Rufinus) va ser un oficial de l'exèrcit romà de la Tràcia actiu durant el regnat de l'emperador Justinià I (r. 527–565). Era un dels subordinats del general Belisari, tal vegada com el seu guardaespatlles, i pel seu coratge va rebre l'honor de portar l'estendard del general en batalla. El 533, era un dels quatre oficials enviats per Belisari a l'expedició al Regne Vàndal; els altres van ser Papus, Aigan i Barbat. L'omissió del seu nom de la llista dels oficials que van participar a la Batalla de Tricamàrum, els autors de la PIRT van suggerir que formava part part dels efectius que van romandre amb Belisari. A l'estiu del 534, quan Belisari va retornar a Constantinoble, Rufí va romandre a Àfrica amb Aigan sota l'oficial Salomó. A finals de l'any, possiblement com comandant de la cavalleria de Bizacena, juntament amb Aigan, va emboscar tropes amazics rebels, matant-les i alliberant els seus presoners. Com a revenja les forces amazics es van reagrupar i els van atacar. Rufí va ser capturat i decapitat per Medisinises.